# Antillotrecha difficilis
Espèce
Antillotrecha difficilis est une espèce de solifuges de la famille des Ammotrechidae.

## Distribution
Cette espèce est endémique de l'île de la Jeunesse à Cuba,.

## Description
Le mâle holotype mesure 12,00 mm et la femelle paratype 13,00 mm.

## Publication originale
- Armas, 2012 : Nuevos solífugos de Cuba occidental (Solifugae: Ammotrechidae). Revista Iberica de Aracnologia, vol. 21, p. 119-124 (texte intégral).